# František Paleček
František Paleček (4. října 1920, Miličín – 4. května 1975, Praha) byl příslušník represivních orgánů komunistického ministerstva národní bezpečnosti a ministerstva vnitra, známý především jako náčelník trestaneckého pracovního tábora Rovnost u Jáchymova. Ve vzpomínkové i odborné literatuře je často chybně uváděn jako Albín Dvořák. Údajný sadismus a obvinění z vražd páchaných náčelníkem Palečkem je součástí rozsáhlé jáchymovské mytologie. Seriózní historický výzkum posledních let některá závažná tvrzení o údajných Palečkových nezákonnostech koriguje. Příklady Palečkovy posedlosti pořádkem, bezduchou poslušností a disciplínou, která se odrážela v každodenní šikaně nebo v pranýřování vězňů mrazem, jsou dnes už naopak doloženy spolehlivě.

## Kariéra
František Paleček vychodil obecnou školu a tři třídy měšťanky, podle mnoha svých nadřízených i celé řady bývalých politických vězňů však vynikal inteligencí a výrazně převyšoval průměr orgánů SNB Jeřáb. Původním povoláním byl František Paleček účetním. Řádným členem KSČ se stal v roce 1948. Do služeb československého ministerstva vnitra vstoupil v roce 1949 a ve službách tohoto resortu dosáhl hodnosti podplukovníka. V rámci služby získal několik vyznamenání.
Po absolvování sedmitýdenní školy SNB v lednu 1950 přidělen k výkonu služby do soustavy trestaneckých táborů na Jáchymově. Z počátku sloužil jako člen ostrahy a velitel stráže v útvaru SNB Jeřáb na táboře Mariánská. V květnu 1951 byl převelen do tábora Rovnost, kde mu bylo svěřeno vedení tohoto vězeňského zařízení. Svým zalíbením v dodržování maximální vězeňské disciplíny a dokonalého pořádku se stal postrachem místních vězňů. Za účelem zkrášlování táborového areálu museli zdejší trestanci sázet květiny a cestičky obkládat drny trávy a lesního mechu. Proslulým se stalo Palečkovo týrání odpíračů těžby uranu, které nechával celé hodiny až dny stát na studeném větru, na dešti nebo na mrazu.
Mrazivý táborový pranýř byl v té době uplatňován i na ostatních trestaneckých táborech jáchymovské soustavy. Palečkovy exemplární tresty však byly nejkrutější. Po změně politické atmosféry v roce 1953 byl interně kritizován. Cítil to jako osobní křivdu a žádal o zproštění ze služby. V roce 1954 působil několik týdnů na táboře Nikolaj. V závěru roku byl převelen k eskortní vězeňské službě do Prahy. O čtyři roky později se stal operativcem na VII. správě ministerstva vnitra. Po okupaci Československa vojsky Varšavské smlouvy vyjadřoval konformní a plně loajální postoje sovětskému vedení a novému normalizačnímu vedení státu. V samotném závěru svého života byl proto nadřízenými orgány hodnocen jako spolehlivý a okolnostmi prověřený, byť už vážně nemocný stranický kádr.

## Represivní činnost a nezákonnosti
František Paleček, později známý také pod smyšleným jménem Albín Dvořák, se stal nejznámějším představitelem represivních složek SNB Jeřáb, působících v trestaneckých táborech na Jáchymovsku. Někteří bývalí političtí vězňové mu ve svých vzpomínkách připisují opakované zastřelení vězňů a blíže nespecifikované fyzické bití.
| „ | Velitel na Rovnosti byl sadista. Týral a nesmyslně šikanoval vězně, zvláště politické. Nosil s sebou tenký řetízek, kterým tloukl vězně přes prsty. Často nechával vězně stát před okny svého velitelského baráku až do úplného vysílení. Byl malý a navíc se jmenoval Paleček. Svůj handicap těžce nesl a trpěl pocitem méněcennosti, který zastíral svým sadismem. Velmi krutě pronásledoval svědky Jehovovy, kteří v souladu se svou vírou odmítali těžit materiál sloužící k výrobě atomové bomby. | “ |

Kvalifikovaný metodologický výzkum dřívější zprávy koriguje. Zatímco některé stížnosti na jednání Františka Palečka lze považovat za oprávněné (pranýřování u drátů, každodenní šikanu), část stížností je zároveň nutné označit za neprokázaná tvrzení (obvinění ze zabití), případně za smyšlené legendy (střílení vězňů pro sadistickou radost, příběh o tzv. Palečkově hradu). K prověřování jednotlivých stížností na táborové nezákonnosti byla v letech 1968–1970 ustavena Zvláštní inspekce Sboru nápravné výchovy. V případech Františka Palečka došla k závěru, že nikdo z tehdejších stěžovatelů ve skutečnosti u žádného z tradovaných zabití Františkem Palečkem nebyl. Stěžovatelé z řad bývalých politických vězňů pouze předávali legendu, šířenou mezi ostatními bývalými trestanci. Jako problematické se ukázalo doložit i údajné bití některého z vězňů. Sám František Paleček trval na tom, že zcela výjimečně uštědřil některému z vězňů výchovný políček. Nikoho prý však nezastřelil.
Pranýřování vězňů na mraze Paleček nepopíral, označil ho však za nutnost. Chtěl prý takto varovat ostatní vězně před vzpourou. Svědky Jehovovy chtěl donutit k těžbě uranové rudy. Přestože nelidskou formu těchto trestů komisi potvrdilo hned několik očitých svědků, tyto případy byly odloženy. Komise využila toho, že církev svědků Jehovových byla v Československu mezi roky 1948–1989 zakázaná a nikdo z těchto věřících si na nezákonné jednání příslušníků SNB Jeřáb nestěžoval.

## Ohlasy v kultuře a umění
František Paleček se jako náčelník tábora Rovnost objevuje v divadelní hře Lenky Lagronové Chytání Vídně. Ve světové premiéře hru v červnu 2022 uvedla Reduta, scéna Národního divadla Brno, v režii Radovana Lipuse.